# Batalla de Queguay Chico
La batalla de Queguay Chico fue un enfrentamiento ocurrido el 4 de julio de 1818 en el departamento de Paysandú, Liga Federal (Actual Uruguay), en el marco de la Invasión Luso-Brasileña.
Bento Manuel Ribeiro, después de vencer a las fuerzas artiguistas del comandante Gorgonio Aguiar, se fue triunfante de Entre Ríos. Cruzó el río Uruguay hacia el territorio de la Banda Oriental, en busca de José Artigas, siendo derrotado en primeras instancias por Fructuoso Rivera en la batalla de Chapicuy, pero esto no desalentó al guerrillero Ribeiro, y poco después logró interceptar a Artigas, y su campamento.
La batalla se libró entre orientales y portugueses el 4 de julio de 1818, comenzó con una catástrofe de Artigas y terminó con una victoria de Fructuoso Rivera. Artigas, acampado a orillas del río Queguay Chico, actual departamento de Paysandú, fue sorprendido por Ribeiro y puesto en fuga, dejando en poder del enemigo 200 prisioneros, toda la caballada, artillería y municiones. Cuando el guerrillero riograndense se retiraba vencedor, llegó Rivera al frente de 500 hombres y lo atacó con decisión, obligándolo a huir y rescatando todo lo que Artigas había perdido. Los portugueses dejaron numerosos muertos y prisioneros. La batalla terminó en una victoria táctica por parte de los orientales.